# Cigarrillo herbal

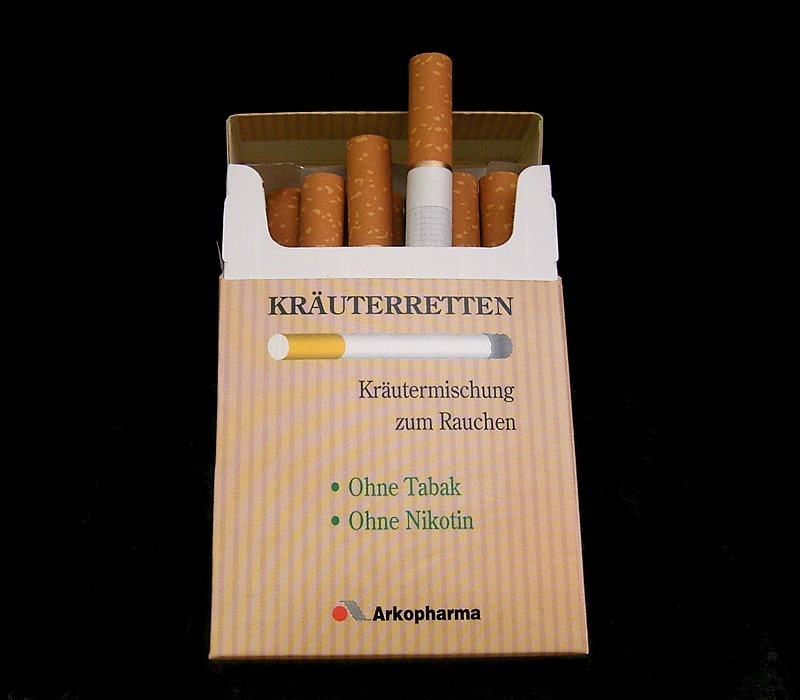
Paquete de cigarrillos sin tabaco de una marca alemana.

Los cigarrillos herbales, también conocidos como cigarrillos sin tabaco o cigarrillos sin nicotina, son aquellos hechos a base de plantas, sin contenido alguno de tabaco o nicotina. A menudo se utilizan como un sustituto del tabaco, muchas veces como ayuda para dejar de fumar. También son utilizados por actores no fumadores en sus escenas.